# Sicyonia burkenroadi
Sicyonia burkenroadi är en kräftdjursart som beskrevs av Nathan Augustus Cobb 1971. Sicyonia burkenroadi ingår i släktet Sicyonia och familjen Sicyoniidae. Inga underarter finns listade i Catalogue of Life.